# Pritha spinula
Espèce
Pritha spinula est une espèce d'araignées aranéomorphes de la famille des Filistatidae.

## Distribution
Cette espèce est endémique du Yunnan en Chine,.

## Publication originale
- Wang, 1987 : Study on the spiders of Filistatidae in south China II. Gen. Pritha (Arachnid: Araneae). Acta Zootaxonomica Sinica, vol. 12, no 3, p. 251-255.